# Občice

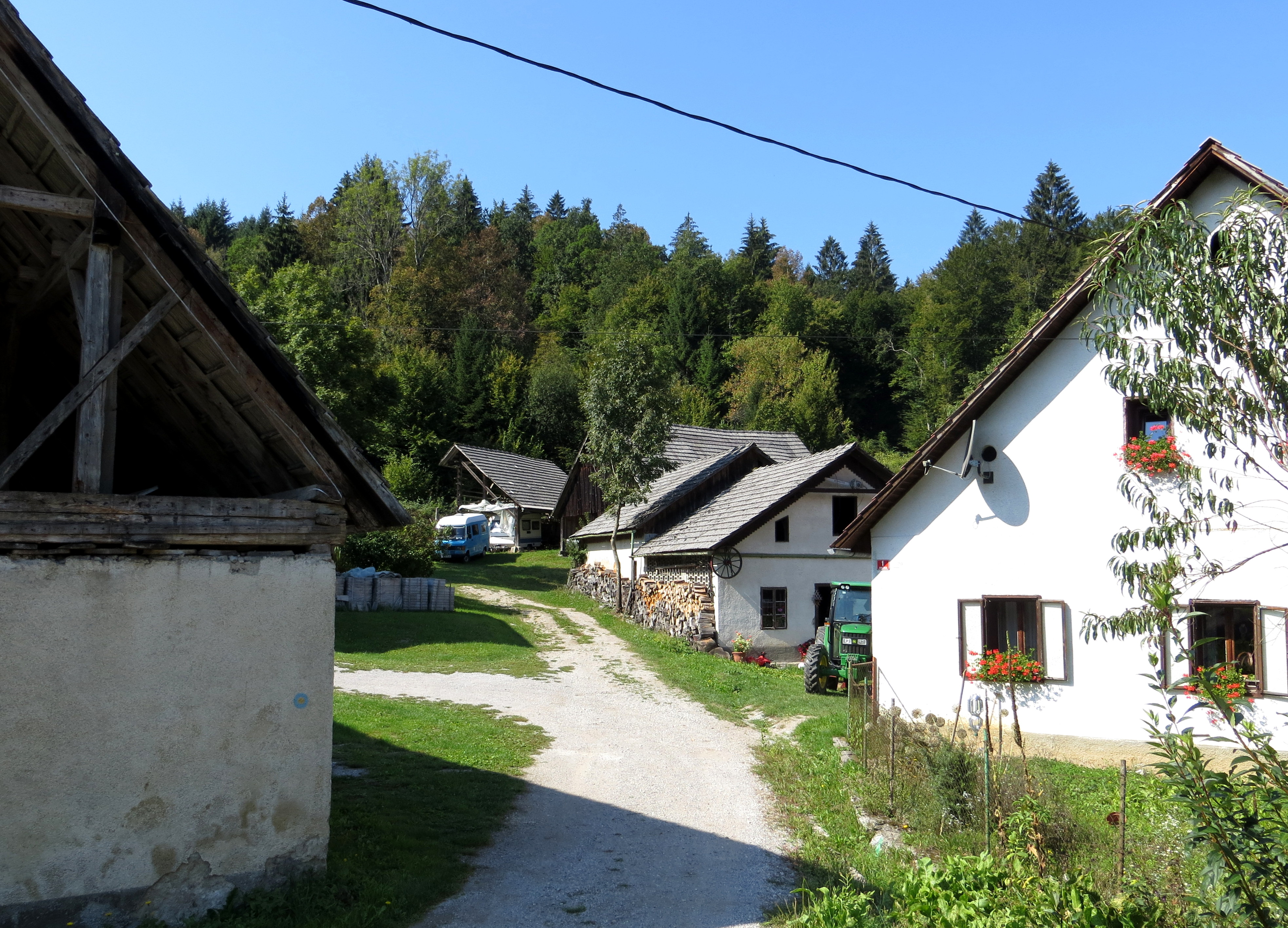

Občice, früher auch Občica (deutsch Krapflern bei Pöllandl), ist eine Siedlung in der slowenischen Gemeinde Dolenjske Toplice im Südosten des Landes.

## Lage
Der Ort liegt im Kočevski Rog südlich von Kočevske Poljane an der Črmošnjica (deutsch Tschermoschnitzer Bach), am östlichen Ende des Gottscheer Land. Die Gegend ist Teil der historischen Region Unterkrain und gehört heute zur Region Jugovzhodna Slovenija (Südost-Slowenien).

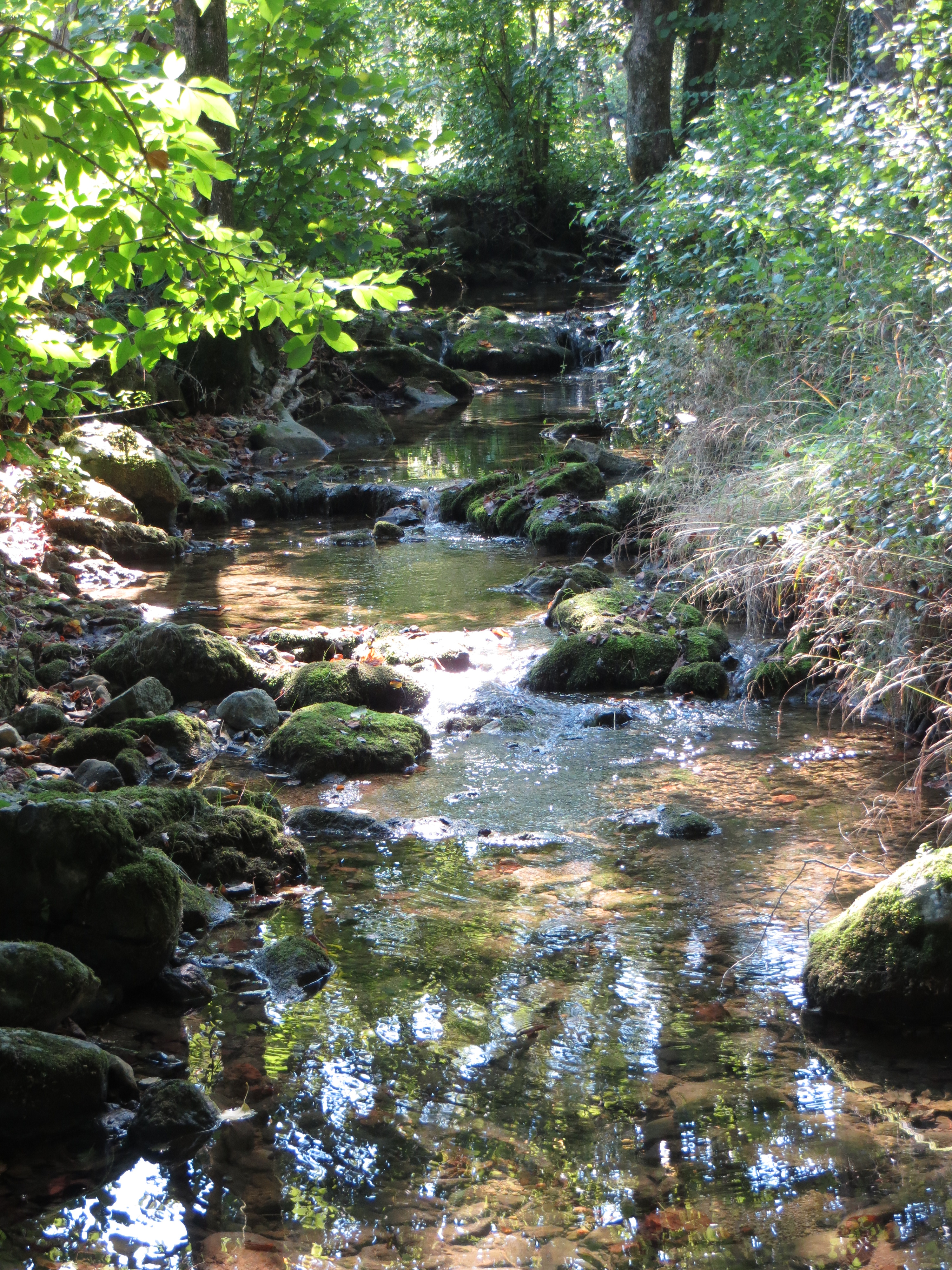
Črmošnjica bei Občice

## Geographie
Občice ist ein zusammenhängendes Dorf, das zu beiden Seiten des Baches Črmošnjica liegt. Einige der Bauernhöfe des Dorfes liegen verstreut an den nahen Hängen oberhalb des Tals. Zu den nahe gelegenen Erhebungen gehören der Kleine Rigelj-Berg (slowenisch: Mali Rigelj; 307 m) im Nordosten, wo sich Weinberge befinden, und der bewaldete Grüne Berg (slowenisch: Zelena gorica; 645 m) im Westen. Auf beiden Seiten des Tals gibt es bewirtschaftete Felder und Wiesen.

## Geschichte
Občice war eine deutsche Siedlung in der Gottschee. Im Grundbuch von 1574 wurden zwei ganze Höfe aufgeführt, die in vier halbe Höfe mit fünf Besitzern aufgeteilt waren, was einer Einwohnerzahl zwischen 20 und 25 entsprach. Die Einwohnerzahl stieg auf 129 Personen in 24 Häusern im Jahr 1869, ging dann aber zurück und betrug 1921 nur noch 56 Personen in 20 Häusern und 1936 69 Personen. Zu dieser Zeit basierte die Wirtschaft des Dorfes auf der Landwirtschaft mit dem Verkauf von Kartoffeln, Weizen, Gerste, Roggen und Bohnen nach Novo Mesto, dem Verkauf von Vieh auf Messen, Äpfeln und Pflaumen nach Straža, Wein in der unmittelbaren Umgebung und Holz für das dampfbetriebene Sägewerk in Straža. Die Dorfbewohner wurden am 7. und 8. Dezember 1941 vertrieben. Die meisten Gebäude des Dorfes überstanden den Krieg unversehrt.